# Турско кафе
Турското кафе, известно също като гръцко или арменско - кафе, приготвяно чрез варене на фино смлени зърна в кафеник, понякога с добавяне на захар и/или подправки. Напитката, приготвена по този начин е известна по целия свят, но най-широко разпространение има на териториите на бившата Османска империя - Близък изток, Северна Африка, Кавказ и Балканите. 

## История
Към края на 15 век и началото на 16 век кафето, чиято родина е Етиопия, достига Кайро и Мека, откъдето продължава разпространението си към столицата на Османската империя. 
Османският историограф Ибрахим Печеви описва отварянето на първото кафене в Истанбул:
До 962 година (1554-55) в извисения и закрилян от Аллах град Истанбул и в цялата Османска империя кафе и кафенета не съществуват. След тази година, някой си Хаким от Халеб и Шемза от Дамаск идват в града, всеки от тях отваря по едно голямо кафене и започват да предлагат кафе.
Някои легенди в Турция приписват началото на турското кафе с откриването на „Кива Хан“, считано за първото кафене, през 1475 година, но в потвърждение на това няма никакви източници.
Кафето толкова силно повлиява на турската култура, че даже турската дума за закуска (kahvaltı) на книжовен турски означава „преди кафе“ (kahve-altı kahve:кафе altı:под/преди). В днешни времена турското кафе загубва част от своята популярност в Турция, за сметка на чая, разтворимото кафе и другите модерни кафе разновидности.

## Наименование
В Турция то е известно просто като kahve (кафе) до въвеждането на разтворимото кафе през 1980-те. Днес младото поколение го нарича Türk kahvesi (турско кафе).
Извън Турция, често то е наричано „турско кафе“ на местните езици: τούρκικος καφές (на гръцки), turska kava (южнославянски), на румънски cafea turceasca, но също и с различни имена, избягващи политически и културни оценки за бившата имперска сила, Османската империя, и за сегашната турска държава. Турското кафе е наричано „арменско кафе“ (Հայկական սուրճ Haykakan surj), „гръцко кафе“ (ελληνικός καφές) и „кипърско кафе“ (κυπριακός καφές), съответно в Армения, Гърция и Кипър.
В Гърция това става през 1974 година по време на Кипърската криза:

...след турската инвазия в Кипър през юли 1974 година, когато турско-гръцките отношения силно се изострят, τούρκικος καφές става ελληνικός καφές, чрез замяна на прилагателното, но непроменена остава заемката „καφές“ („кафе“), за която няма гръцки еквивалент.

Както Браунинг отбелязва, думите „кафе“ и „кафене“ остават непроменени в гръцкия език и другите балкански езици, като се използват турските форми kahve и kahvehane: гръцки език καφές, καφενείο (преди: καφενές); в южнославянските езици kava, kavana; на албански език kafe, kafene.
В хърватското и сръбското общество може просто да бъде наричано като domaća kava, „домашно кафе“ или kava, „кафе“.
В Израел турското кафе е известно с наименованието cafe botz или „кално кафе“, заради утайката на дъното на чашата.

## Подготовка
За направата на напитката се използва много ситно, почти с консистенция на пудра, кафе. Максималното запазване на вкусо-ароматните му характеристики се постига като зърната се смила непосредствено преди приготвянето му. Най-подходящи за турско кафе са са всички сортове арабика, които се разкриват най-добре като са със степен на изпичане средна или средна към тъмна. Освен самото кафе нерядко се добавя захар и/или подправки, влияещи по определен начин на вкуса - карамфил, кардамон, сол, черен пипер, канела, шафран и т. н.
Кафето традиционно се приготвя в меден кафеник, познат под няколко наименования - турското джезве (тур. "cezve"), гръцкото брики (гр. "μπρίκι"), арменският сърчеп ("սրճեփ"). Препоръчително е използвонето на съдове с достатъчна дебелина, тъй като приготвянето на кафе в такива, при които е недостатъчна, процесът не е толкова лесноконтролируем. Друга важна характеристика е обемът на кафеникът, който не е добре да бъде делен помежду няколко чаши с цел запазване на отличителната за този метод на приготвяне на кафе образуваща се шапка от пяна, понякога наричана каймак. 
Исторически кафето се е приготвяло около огнище - на горещ пясък, но в условията на днешния бит то се заменя с печка или друг уред, който загрява пясъка. Освен традиционния метод, напитката се приготвя и на газ (или друго гориво, примерно спирт), и на друг вид котлони, като е важно те да са с ниска мощност, за да не ускорят нежелано процеса на приготвяне.

## Приготвяне
Приготвянето започва с избора и измерването на необходимото количество кафе и непосредствено смилането му. Кафето се поставя в съда, в който ще се вари, в отношение от 1:8 до 1:12, като заедно с него се слага захар и/или подправки. Залива се с вода и се разбърква добре, но внимателно, тъй като покритието на кафеника лесно се поврежда. Кафето се поставя в пясък или на котлон на малък огън. Повторно се разбърква приблизително след половин минута, за да се разпредели равномерно кафето, което ще позволи екстракцията да премине равномерно. Не трябва да се допуска кипене и още повече практиката кафето да навдига по няколко пъти - това води до крайно горчив вкус. Готовността се определя по пяната, която излиза - първоначално тя е яркожълта, след което започва да потъмнява и да се надига и когато цветът стане наситено кафяво - кафето е готово. Преди наливането, кафеникът може да се разклати с няколко вертикални кръгови двежения, за да се хомогенизира пяната.  

## Сервиране и консумация
Сервира се в чаши, наречени „филджани“, аналогични на тези за италианското еспресо или японското саке. Някои от съвременните чаши са с дръжка, обаче при традиционните липсва - те хващат с върха на пръстите или често се слагат в специален метален съд с дръжка.
Кафето се подава с чаша студена вода и локум, а понякога, особено след вечеря, тя се заменя с малък аперитив (ликьор). Пие бавно, като се редува с глътки вода, за да се освежи устата.

## Гледане на кафе
Понеже цялото количество кафе се сипва в чашите след изпиването на дъното остава гъста утайка. Чашата се обръща върху подложната чинийка. По останалите на дъното следи се извършва така нареченото „гледане на кафе“, наречено „тасеография“ или „тасеомантия“ (на турски: kahve falı; на гръцки: καφεμαντεία (кафемандия)). Пиещият кафето не може да гледа собствената си чаша.